# Richard Montagu-Stuart-Wortley (5e comte de Wharncliffe)
 (novembre 2021).
Richard Montagu-Stuart-Wortley, 5e comte de Wharncliffe, né le 26 mai 1953, est un pair britannique et un constructeur.

## Biographie
Richard Alan Montagu Montagu-Stuart-Wortley est né le 26 mai 1953. Il est le fils d'Alan Ralph Montagu-Stuart-Wortley (un arrière-arrière petit-fils de John Stuart-Wortley, 2e baron Wharncliffe) et de Virginia Anne Claybaugh 
Il fait ses études à l'Université Wesleyenne, Middletown, Connecticut, États-Unis. Il devient vicomte Carlton en juin 1987 et il devient 7e baron Wharncliffe de Wortley et 5e comte de Wharncliffe, en juin 1987 également. 
Il siège à la Chambre des lords de 1987 à 1999 et est exclu cette année en vertu du House of Lords Act 1999 comme la plupart des autres pairs héréditaires. Il ne se représente pas pour retourner à la Chambre lors d'élections partielles.

## Famille
Il épouse Mary Elizabeth Reed, fille du révérend William Wellington Reed et Dorothy Gadsden, en 1979. Ils ont 3 enfants :
- Reed Montagu-Stuart-Wortley, vicomte Carlton né le 5 février 1980
- Christopher James Montagu-Stuart-Wortley né le 28 août 1983
- Otis Alexander Montagu-Stuart-Wortley née 14 février 1991